# Offshore-Netzplan
Der deutsche Offshore-Netzplan ist eine Abbildung und Planung für den Ausbau der Offshore-Windkraftwerke in der deutschen Ausschließlichen Wirtschaftszone. Er wird vom Bundesamt für Seeschifffahrt und Hydrographie (BSH) im Einvernehmen mit der Bundesnetzagentur (BNetzA) und in Abstimmung mit dem Bundesamt für Naturschutz (BfN) aktualisiert.
Die folgenden Kernpunkte sind darin aufgestellt und werden jährlich aktualisiert:
- Identifizierung Offshore-Windkraftwerke
- Festlegung der Trassenverläufe für die Anbindungsleitungen (Seekabel)
- Standorte für die Konverterplattformen (der HGÜ-Anbindungen)

## Clusterbildung

Offshore-Windparks in der Deutschen Bucht und deren Anschluss

Als „Cluster für Offshore-Windparks“ definiert der Offshore-Netzplan „räumlich zusammenhängende und abgrenzbare Planungen für Offshore-Windenergieanlagen“. So wurden für den Bereich der deutschen Ausschließlichen Wirtschaftszone (AWZ) in der Nordsee 13 Cluster definiert.

### Beispiel: Cluster 2
| geplante Netzanschlussleistung (davon genehmigt bzw. in Betrieb) | 1760 MW (860 MW) |
| ---------------------------------------------------------------- | --- |
| Netzanschlüsse                                                   | - Drehstrom-Kabel „Windnet“ für alpha ventus (60 MW) - HGÜ-Kabel „DolWin1“ mit der Konverter-Plattform DolWin alpha (800 MW) |
| beteiligte Offshore-Windparks                                    | - alpha ventus - Trianel Windpark Borkum - Merkur Offshore - Borkum Riffgrund 1 und 2                                        |